# Fábián Mihály
Fábián Mihály (Miskolc, 5 maart 1980) is een Hongaars voormalig voetbalscheidsrechter. Hij was in dienst van FIFA en UEFA tussen 2007 en 2015. Ook leidde hij van 2004 tot 2015 wedstrijden in de Nemzeti Bajnokság.
Op 17 juli 2008 debuteerde Mihály in Europees verband tijdens een wedstrijd tussen Dacia Chisinau en Borac Čačak in de voorronde van de UEFA Europa League; het eindigde in 1–1 en de Hongaarse leidsman gaf vier gele kaarten. Zijn eerste interland floot hij op 20 augustus 2008, toen Slowakije met 0–2 verloor van Griekenland. Tijdens dit duel gaf Mihály slechts een gele kaart aan de Slowaakse verdediger Ján Ďurica.

## Interlands
| Datum            | Plaats                | Wedstrijd                | Uitslag | Competitie           | Kreeg geel | Kreeg voor de tweede keer geel en dus rood | Weggestuurd |
| ---------------- | --------------------- | ------------------------ | ------- | -------------------- | ---------- | ------------------------------------------ | ----------- |
| 20 augustus 2008 | Bratislava, Slowakije | Slowakije – Griekenland  | 0 – 2   | Vriendschappelijk    | 1          | 0                                          | 0           |
| 14 november 2009 | Vinkovci, Kroatië     | Kroatië – Liechtenstein  | 5 – 0   | Vriendschappelijk    | 0          | 0                                          | 0           |
| 25 mei 2012      | Pula, Kroatië         | Kroatië – Estland        | 3 – 1   | Vriendschappelijk    | 1          | 0                                          | 0           |
| 7 juni 2013      | Bakoe, Azerbeidzjan   | Azerbeidzjan – Luxemburg | 1 – 1   | WK 2014 kwalificatie | 6          | 0                                          | 1           |